# The Cuffs
The Cuffs – polski zespół muzyczny tworzący w nurcie punk rock, ale z wyraźnymi nawiązaniami do hardcore punku i szczególnie rock and rolla. Założony został w styczniu 2005 r., w Morągu. W swojej karierze wydał czerty albumy, dwa albumy EP, album kompilacyjny i kilka singli. Ponadto jego utwory zamieszczono w kilku składankach muzycznych. Zespół dwukrotnie występował na festiwalu „Rock na Bagnie”, w 2011 i 2016 roku oraz na innych imprezach cyklicznych, takich jak przykładowo „Gryfowisko” czy „Globaltica”.

## Historia
Zespół muzyczny The Cuffs założony został w styczniu 2005 r.. Miało to miejsce w Morągu (Polska). Pomysłodawcą i inicjatorem tego projektu muzycznego był Artur Mańkowski (Arczibald, Arczi). Muzycy tworzący zespół pochodzą z różnych stron północno-wschodniej Polski (północnej Polski), a w szczególności z takich regionów jak Warmia i Mazury, Mazowsze, ale również i Kujawy. Artyści przyjęli dla swojej grupy nazwę własną – The Cuffs. Termin ten w tłumaczeniu z języka angielskiego na język polski oznacza kajdanki i tak kapela bywa czasem określana w różnych publikacjach. Warto także podkreślić, że założycielami zespołu byli muzycy znani już wówczas z innych projektów muzycznych, takich jak przykładowo 666 Aniołów, Robotix, Schizma, In Spite Of czy Skarpeta. Z tego względu od początku działalności kapeli przyklejano im łatkę weteranów.
Pierwszą publikacją z twórczością zespołu było demo zatytułowane „Sun City Rockers”. Otworzyło ono kapeli drogę dalszej kariery. Prezentowany materiał wzbudził bowiem szersze zainteresowanie. Formacja podpisała również umowę z wydawnictwem muzycznym Jimmy Jazz Records na wydanie pierwszego, debiutanckiego albumu muzycznego). Nagrań dokonywano począwszy od sierpnia 2005 r. w Studio X z Olsztyna. Publikacja ukazała się na początku 2006 r.). Otrzymała tytuł „Rock On”).
Dalsza działalność kapeli to koncerty, zarówno w kraju jak i za granicą. Zaś w 2007 r. grupa nagrywa materiał do drugiego albumu. Nagrań dokonano w kazamatach i schronach z czasów II wojny światowej znajdujących się w Morągu. Ukazał się on w 2008 r. nakładem wytwórni muzycznej Burning Chords Records pod tytułem „Songs for Demolition”). Kolejne wydawnictwa zespołu ukazują w latach następnych, a mianowicie w 2009 r. – „Conspiracy” (EP), w 2011 – „Blood, Rhythm & Booze” i późniejsze, wymienione dalej w dyskografii.
W 2012 r. zespół zawiesił działalność na około 4 lata, po czym nastąpiła reaktywacja grupy. Ukazała się wówczas, w 2016 r. EP pod tytułem „Nutry”.
Jeden z liderów zespołu, Maciej Wacław (Max Rockatansky, Schizmaciek), wokalista, zmarł na zawał serca 24.05.2022 r.. Wcześniej, bo w 2020 r. zmarł inny z liderów kapeli, basista, Hubert Sulewski (Hubby).

## Festiwale i koncerty

### Festiwale i imprezy cykliczne
Już w 2005 r. zespół wystąpił na festiwalu „Morrock”, odbywającego się w Morągu. Dzięki udanemu występowi udało mu się zdobyć na nim nagrodę publiczności. Po wydaniu debiutanckiego albumu zespół sporo koncertował, a wymienić w tym kontekście można takie występy z lat 2006-2007 jak „Mentor Skateboarding Session” w Toruniu, na którym wystąpił dwa razy, „Muszla Fest” w Bydgoszczy, koncert z okazji jubileuszu 10-lecie zespołu Kuśka Brothers w Olsztynie (Amfiteatr), „Spinacz Festiwal” w Kolbuszowej, „V8 Fest” w Warszawie (klub „CDQ”), gdzie wystąpił także między innymi 2nd District (Niemcy, Berlin), „Open Air Fest” 2007 w Złotowie, „BDG Punk Fest” w Bydgoszczy (klub „Estrada”) oraz koncert w Berlinie („Pirate Cove”). Z imprez cyklicznych, na których grał The Cuffs, można wymienić przykładowo „Globalticę”, edycja z 2008 r., która odbyła się 24 lipca w Gdyni (klub „Ucho”). Wystąpili wówczas także The Turbo A.C.'s i The Damrockers. W innym koncercie z tego roku kapela zagrała 8.11.2008 r. w Łodzi (klub „Dekompresja”), podczas „Hardfestu”, na którym zagrało między innymi Discipline (Holandia) oraz Hard Work, Way Side Crew, Self Respect, Day Before Death. Dalej, warto zauważyć „Gryfowisko” z 2009 r. Wydarzenie odbyło się w Siedlcach (klub „Stanica”) w dniu 15.08.2009 r. Wystąpili wówczas także Rocket Mary, Outside, Heavy Vladimir. A już we wrześniu wymienionego roku formacja wystąpiła na „Fląder Festiwal” w Sopocie (klub „Sfinks”), który odbył się 25 i 26 września. Oprócz The Cuffs wystąpili wówczas: Szelest Spadających Papierków, Rejestracja, Enchantia, The Bartenders, Vulgar, Dreadless Lions, Woody Alien, Searching for Calm, The Washing Machine, Manescape, Kozi Syn, Brodacze Wyciągnięci z Dżungli. Jeszcze w tym samym roku kapela wystąpiła razem ze Schizmą 90 jako goście na festiwalu muzycznym „OsT-RocK UndergrounD FesT”, edycja 3. Wydarzenie miało miejsce 28.11.2009 r. w Ostródzie (klub „Młyńskie Koło”). 29.10.2010 r. w Warszawie (klub „Proxima”), grupa koncertowała w ramach „Rock'n'Roll Horror Night”, edycja 9, razem z Marky Ramone's Blitzkrieg oraz November. Inny przykład to „Milicja Live Part 11”. Występ miał miejsce w dniu 29.01.2011 r., Toruń (klub „NRD”). Na scenie pojawił się wówczas także Muppet Boys. Kolejny występ 30.04.2011 r. miał miejsce podczas „Wielkiej Majówki” w Ostródzie (dziedziniec Zamku w Ostródzie). Zagrał wówczas także Applemint, Dezerter, Kaboom, Paprika Korps oraz Positive. 5.06.2011 r. zaś grupa wystąpiła na „Rock'n'Roll D-Day”. Była to czwarta edycja imprezy. Odbyła się ona w Warszawie (klub „Hydrozagadka”). Wystąpili również Poison Heart oraz Warsaw Dolls.
Kapela dwukrotnie występowała na festiwalu muzycznym „Rock na Bagnie”. Po raz pierwszy uczestniczyła w tym wydarzeniu w 2011 r. Była to druga edycja tej imprezy zorganizowana w dniach od 1 do 3 lipca 2011 r. w Strękowej Górze. Zespół wystąpił na koncercie w pierwszym dniu wydarzenia. Zaś drugi występ The Cuffs na tym festiwalu miał miejsce 2016 r. Była do szósta edycja imprezy. Odbyła się ona w Goniądzu 1 i 02 lipca 2016 r..
The Cuffs wystąpił 27.05.2017 r. w Hrubieszowie („Hrubieszowski Ośrodek Sportu i Rekreacji”) podczas „AmcarShow 2017”, czyli „Zlotu Aut Amerykańskich”, edycji V, razem z The Harpagans, Leash Eye. 26.08.2017 r. wystąpił podczas festiwalu „American Day” – „Piknik Miłośników Amerykańskiej Motoryzacji”, edycja 7, w Warszawie („Liberator Harley-Davidson”). Impreza odbywała się pod patronatem „Antyradia”. Podczas towarzyszącemu wydarzeniu koncertu wystąpili także Antyradio Coverband, The Freeborn Brothers. W 2018 r. kapela grała podczas trasy koncertowej odbywającej się pod dewizą „Electric Anaconada Tour”. Formacja wystąpiła między innymi w Krakowie (klub „Warsztat”) 14.04.2018 r., razem z Dizel i Los Pastwa oraz w Olsztynie (klub „Nowy Andargrant”) 1.06.2018 r..
Zespół był również kilkukrotnie gościem na imprezach związanych z tatuowaniem, organizowanych pod hasłem „Tattoo Konwent”. 30 i 31 lipca 2011 r. uczestniczyli w tym wydarzeniu zorganizowanym w Gdańsku („Centrum Stocznia Gdańska”). Kapela wystąpiła w pierwszym dniu festiwalu. Podczas wydarzenia wystąpiły także dwa zespoły ze Stanów Zjednoczonych – Death Before Dishonor (Boston) i Sworn Enemy (Nowy Jork), oraz polskie kapele – The Analogs, 10 Fold oraz Hold Back The Day. We Wrocławiu zespół występował na festiwalu „Tattoo Konwent”, pierwsza edycja w tym mieście („Wrocławski Browar Mieszczański”), w dniach 28 i 29 kwietnia 2012 r., razem z zespołami Bulbulators, Drown My Day, Blues Beatdown i Ziggie Piggie. Wystąpił także w edycji 25 ogólnopolskiej, a 7 edycji we Wrocławiu, odbywającej się w dniach 26 i 27 maja 2018 r. (klub „Zaklęte Rewiry”). Na scenie pojawiły się wówczas także 1125, Podwórkowi Chuligani, Mister X (Grodno, Białoruś), Guantanamo Party Program, Only Attitude Counts, Old Fashioned, Good Lookin' Out, Spider Crew.

### Inne występy
Inne przykładowe koncerty oraz wykonawcy muzyczny, z którymi The Cuffs miał okazję występować na jednej scenie:
- 2007-02-02: Bydgoszcz, klub „Estrada”, pozostali wykonawcy – Bulbulators, Anti Dread, Beri Beri[65]
- 2008-04-18: Bydgoszcz, klub „Estrada”, pozostali wykonawcy – Dezerter, Karcer, Miasto[66]
- 2009-02-27: Łódź, klub „Luka”, pozostali wykonawcy – November, Rocket Mary[67]
- 2009-03-20: Ostróda, klub „Młyńskie Koło”, pozostali wykonawcy – Dezerter[68]
- 2009-05-24: Bydgoszcz, klub „Estrada”, pozostali wykonawcy – Born To Lose, Rat City Riot, The Kleszcz[69]
- 2009-12-17: Wrocław, klub „Wagon”, cykl koncertowy „Horror Show”, pozostali wykonawcy – Banane Metalik (Francja)[70]
- 2011-02-18: Olsztyn, klub „Nowy Andergrant”, pozostali wykonawcy – Dezerter, Utopia[48][71]
- 2011-03-17: Częstochowa, klub „Rura”[72]
- 2011-03-25: Chojnice, klub „Kornel”[73]
- 2011-08-17: Katowice, „Mega Club”, pozostali wykonawcy – The Bouncing Souls (Stany Zjednoczone), Whitman, Last Believer[74]
- 2011-11-15: Warszawa, klub „Radio Luxembourg”, pozostali wykonawcy – The Turbo AC's, Poison Heart[75]
- 2012-07-25: Bydgoszcz, bulwar nad Brdą przed klubem „Estrada”, pozostali wykonawcy – The Turbo AC's (Stany Zjednoczone, Nowy Jork), Burnin? Hearts, Trapped Inside Me, Dopamina[76]
- 2014-02-01: Olsztyn, klub „Nowy Andergrant”, „Festiwal im. Szymona Czecha”[d], pozostali wykonawcy – Antigama, Herman Rarebell, Armagedon, Tenebris, Materia, Dark Karma Soul, Rogi[77]
- 2017-01-14: Olsztyn, klub „Andergrant”, pozostali wykonawcy – Kamikaze, Domino[78]
- 2018-02-24: Białystok, klub „6-Ścian”, pozostali wykonawcy – Sexbomba[79]
- 2018-09-17: Toruń, klub „Hard Rock Pub Pamela”, pozostali wykonawcy – The Turbo AC's (Stany Zjednoczone, Nowy Jork), Sound Siatki[5][80]
- 2020-01-25: Toruń, klub „2 Światy”[81].

## Skład

### Członkowie zespołu i instrumentarium
Osoby, które tworzyły grupę w różnych okresach czasu, ich funkcja w zespole oraz instrumenty muzyczne, na których grali:
- Artur Mańkowski[9] (pseudonim Arczibald, Arczi, Archie Walker): perkusista (perkusja)[2][8][9][84][85][86][87][88]
- Fox[87] (Greg Fox, Grzesiek[89]): basista (gitara basowa)[87]
- Hubert Sulewski[40][90] (pseudonim Hubby / Hubby Einstein[40][90][84][85][86]): basista (gitara basowa)[40][84][85][86]
- Johnny Country / Johnny Solo: gitarzysta (gitara)[84][85]
- Kamil Sontowski (pseudonim Sontek Scumfucs): gitarzysta (gitara)[87][91]
- Kobzy King: gitarzysta (gitara)[4]
- Marcin Kobryń: gitarzysta (gitara)[86][92]
- Mariusz Powierża: gitarzysta (gitara)[86]
- Maciej Wacław (pseudonimy – Max Rockatansky, Schizmaciek, Max Horror, Max Schiz Cuffs): wokalista[2][8][37][84][85][86][87][93][94][95]
- Andrzej Chorzela (pseudonim Pleban): basista (podwójna gitara basowa)[85][96]
- Poncho Western (Ponczek, Poncho Badger): gitarzysta (gitara)[12][84][85]
- Paweł Jodko[89][97] (pseudonim Yoda[87][89][97]): gitarzysta (gitara)[87][89].

Oprócz wymienionych wyżej instrumentów muzycznych zespół korzysta także w konkretnych utworach z innych, takich jak tamburyn, harmonijka, kontrabas, instrumenty klawiszowe, czy różne „przeszkadzajki”. W nagraniach kapeli pojawiają się także sample zaczerpnięte z różnych źródeł, w tym z filmów.

### Członkowie zespołu według funkcji
| Funkcja    | Członkowie |
| ---------- | --- |
| wokalista  | Maciej Wacław (Max Rockatansky, Schizmaciek) |
| gitarzysta | Johnny Country / Johnny Solo, Kamil Sontowski (Sontek Scumfucs), Kobzy King, Marcin Kobryń, Mariusz Powierża, Poncho Western (Ponczek), Paweł Jodko (Yoda) |
| basista    | Fox, Hubert Sulewski (Hubby Einstein), Andrzej Chorzela (Pleban)                                                                                           |
| perkusista | Artur Mańkowski (Arczibald, Arczi) |

### Składy
| Członek                                      | 2006 | 2008 | 2008-2009 | 2011 | 2018 | 2018 po nagraniu płyty |
| -------------------------------------------- | ---- | ---- | --------- | ---- | ---- | ---------------------- |
| Artur Mańkowski (Arczibald)                  | Tak  | Tak  | Tak       | Tak  | Tak  | Tak                    |
| Hubert Sulewski (Hubby Einstein)             | Tak  | Tak  | Tak       | Tak  | Nie  | Nie                    |
| Greg Fox                                     | Nie  | Nie  | Nie       | Nie  | Tak  | Tak                    |
| Johnny Country / Johnny Solo                 | Tak  | Tak  | Nie       | Nie  | Nie  | Nie                    |
| Kamil Sontowski                              | Nie  | Nie  | Nie       | Nie  | Tak  | Nie                    |
| Kobzy King                                   | Nie  | Nie  | Tak       | Nie  | Nie  | Nie                    |
| Maciej Wacław (Max Rockatansky, Schizmaciek) | Tak  | Tak  | Tak       | Tak  | Tak  | Tak                    |
| Marcin Kobryń                                | Nie  | Nie  | Nie       | Tak  | Nie  | Nie                    |
| Mariusz Powierza                             | Nie  | Nie  | Nie       | Tak  | Nie  | Nie                    |
| Andrzej Chorzela (Pleban)                    | Nie  | Tak  | Nie       | Nie  | Nie  | Nie                    |
| Poncho Western (Ponczek)                     | Tak  | Tak  | Tak       | Nie  | Nie  | Nie                    |
| Paweł Jodko (Yoda)                           | Nie  | Nie  | Nie       | Nie  | Tak  | Tak                    |

## Powiązania
Muzycy tworzący The Cuffs występowali w swojej karierze także w innych, polskich projektach muzycznych realizowanych w ramach scen punk, hardcore oraz psychobilly i rockabilly. Pośród zespołów muzycznych, które współtworzyli można przykładowo wymienić takie jak Robotix, Schizma, 666 Aniołów, In the name of God (I.N.O.G.), Borsux Bros, The Kleszcz, Triquetra, The Kolt, Tuesday, Skarpeta, In Spite Of. Jeżeli zaś chodzi konkretne powiązania personalne to można tu wskazać między innymi, że Artur Mańkowski (Arczibald, Archie) uczestniczył w takich projektach muzycznych jak Robotix, Skarpeta, The Kolt, Jaws, Bobcat, Bombat Belus, Burnin' Hearts, Borsux Bros. Zaś Maciej Wacław (Max Rockatansky, Schizmaciek) współpracował z takimi formacjami muzycznymi jak 666 Aniołów, SchizMaciek & Friendz, Schizma, InExit, Kompania Karna, Old Fashioned, Faul Techniczny, In Spite Of, Model Citizen NYC, Estrada Bastards, Morbid Tales, Sorrow, oraz na żywo występował z zespołem Wyrok. Z kolei Andrzej Chorzela (Pleban) należał do takich grup jak Komety, Robotix, Skarpeta, The Kolt, Bobcat, Marcin Kobryń współtworzył zespół Triquetra oraz Ashfield High School (AHS), a Kamil Sontowski grał w formacji Poison Heart.
W pracach do albumu „Count Von Madenoff And The Electric Anaconda Society” gościnnie udział wzięli: Monika Borowiec na wokalu oraz Jacek Karpowicz grający na harmonijce.

## Twórczość i opinie
Twórczość i muzyka prezentowana przez grupę The Cuffs zaliczana jest do gatunku muzycznego jakim jest rock, a w szczególności w jego ramach do takich nurtów muzycznych jak punk rock, rock and roll, hardcore punk (w tym hardcore w stylu „oldschool”). W twórczości tej wyraźne są także inne gatunki i nurty muzyczne takie jak horror rock, hard rock, rockabilly, psychobilly, stoner rock, country, blues, rock gotycki i nawet klasyczny rock oraz heavy metal. Muzycy jednak podkreślają, że nie są zainteresowani zamknięciem się w określonej „szufladce”, co potwierdzają ich późniejsze kierunki działań.
Muzyka tworzona i prezentowana przez zespół jest pełna rockandrollowej pasji i punkrockowej agresji. A kapeli udało się bardzo dobrze połączyć oba style muzyczne tworząc dobrą muzykę „wpadającą w ucho” i szybko zapadającą w pamięć. Jest w niej masa energii, czasem wręcz furii i czadu, a także dobrej zabawy i zero nudy. Na uwagę zasługują także pojawiające się w niektórych kompozycjach klasyczne rockowe solówki, nie za długie ani nie za krótkie, ciekawe riffy, nowoczesne, „jędrne” i „gęste” brzmienia, dobry wokal, z bardzo dobrą angielszczyzną, chórki i przebojowe kompozycje. Takie zestawienie sprawia, że usprawnione jest określenie tej muzyki jako zadziornego, mocnego rock and rolla ze sporą domieszką surowego punk rocka, czy też inaczej – rock and roll z punkowym „pazurem”. Zwraca się także uwagę na bardzo dobry warsztat muzyczny osób tworzących formację, dzięki czemu prezentowana muzyka jest na wysokim poziomie. Nic więc dziwnego, że formacja ma opinię sprawdzonej marki, która nie zawodzi fanów i słuchaczy. W ramach nurtu „punk and roll” uznawana jest za jedną z najważniejszych na krajowej scenie muzycznej. Po ukazaniu się drugiego albumu w 2008 r. krytycy w swoich wypowiedziach stwierdzili, że zespół dopracował się już wówczas własnego, rozpoznawalnego brzmienia.
Kapela potrafi także dobrze wypaść podczas występów na żywo. Ich koncerty potrafią być żywiołowe, pełne energii, „czadowe”, z melodyjną muzyką. Pojawia się także dobra interakcja zespołu z publicznością, która chętnie włącza się do zabawy, tańca, dodając tym samym energii także muzykom.
Sami muzycy określają swoją twórczość i muzykę mianem „punknroll”. Wynika ono ze stylu prezentowanych utworów muzycznych stanowiących swoiste połączenie punk rocka, rock and rolla i hardcora. Takie określenie na ich muzykę używane jest także przez różnych autorów w ich publikacjach dotyczących zespołu. A wobec samych muzyków, z powodu ich twórczości, postaw i kreowanego image, pojawia się też określenie „kowboje”. Po czasie, uwzględniając polskie warunki, zespół otrzymał także miano weteranów sceny rock and rollowej oraz nurtu rockowego w punk rocku. Postrzegani bywają także jako pionierzy „punk and rolla” w Polsce. Publikowane są opinie, że jest to świetny punkowo – rock and rollowy zespół, jeden z lepszych w Polsce. Pewnie wpływ na pozycję zespołu na scenie niewątpliwie ma jeden z jego liderów, wokalista, Maciej Wacław (Schizmacie), uznawany z legendę krajowej sceny hardcore/punk.
Oprócz utworów własnych kapela wykonuje przygotowane przez siebie aranżacje piosenek innych wykonawców muzycznych. Pośród takich coverów można przykładowo wymienić utwór „Bullet” formacji The Misfits, utwór „Bomber” z repertuaru Motörhead, ale tu przygotowany przez zespół z tekstem w języku polskim, czy „I Got Stripes” Johnny'ego Casha. Pewną ciekawostką jest wzięcie na warsztat piosenki „Never Let Me Down Again” grupy Depeche Mode, oraz jednego z utworów Glenna Danzig – „Mother”. Z innych kapel, których utwory formacja wykonywała można wymienić między innymi Ramones czy The Misfits. Zespół wykonuje także pojedyncze utwory zespołów, w których grali członkowie zespołu, przykładowo z repertuaru Model Citizen NYC.
Duża część utworów nagranych przez zespół ma teksty w języku angielskim, w odmianie amerykańskiej. Pod względem przekazu oceniane są jako ciekawe, zazwyczaj dalekie od banału. A muzycy w jednym z wywiadów wymieniają takie kwestie jak szybkie życie, zainteresowanie motoryzacją, zainteresowanie przemysłem monopolowym, zainteresowanie filmami klasy B, C i niżej, a zwłaszcza horrorami ... jeszcze pewna doza antyspołecznego buntowania się ... szczypta własnej osobowości, pewnej ironii i dystansu. Oczywiście pojawiają się również wesołe, pogodne, żartobliwe w swojej wymowie.
W niektórych publikacjach wskazywani są różni wykonawcy, którzy według autorów tych opracowań są wyraźną inspiracją dla zespołu oraz słychać w twórczości grupy nawiązania do ich dokonań. W jednym z takich komentarzy znajdujemy następujące określenie: Elvisa do Billy'ego Idola, od AC/DC do Misfits, od Iggy Popa do Social Distortion, a w innym wymieniane są zespoły takie jak Motörhead, Social Distortion, Turbonegro, The Misfits oraz Ramones. Sami muzycy dodają do tej plejady jeszcze klasyczny punk rock z lat 70. XX wieku (punk 77). Natomiast uzyskany przez twórców efekt porównywany bywa do dokonań takich kapel jak The Bones, Turbonegro, The Dictators, Motörhead, AC/DC, Zeke, The Turbo AC's.

## Dyskografia

### Albumy zespołu
Albumy muzyczne zespołu The Cuffs:
- „Sun City Rockers”: demo[2]
- „Rock On”: rok wydania – 2006, wydawca – Jimmy Jazz Records (identyfikator albumu – JAZZ 085), nośnik danych – jedna płyta kompaktowa[14][19][22][101]
- „Songs for Demolition”: rok wydania – 2008, wydawca – Burning Chords Records (identyfikator albumu – BC09), nośnik danych – płyta kompaktowa[25][26][129][135]
- „Conspiracy”:  rok wydania – 2009 (premiera – 1.01.2009 r.), wydawca – Not On Label (The Cuffs Self-released), digital download (MP3), EP[29][32][128]
- „Blood, Rhythm & Booze”: rok wydania – 2011 (premiera – 28.03.2011 r.), wydawca – Spook Records (identyfikator albumu – SR 058), nośnik danych – płyta kompaktowa[30][31][32][33][108]
- „Nutry”: rok wydania – 2016 (premiera – 1.07.2016 r.), wydawca – Black Fox Record (identyfikator albumu – 20160424), nośnik danych – płyta kompaktowa, EP[35][36]
- „Out Of The Crowd”: rok wydania – 2018 (premiera – 3.09.2018 r.), wydawca – Black Fox Record (identyfikator albumu – 20180803), nośnik danych – płyta kompaktowa, kompilacja / split z zespołami November i Corruption[136]
- „Ignorance is Bliss”: rok wydania – 2017 (premiera – 23.03.2017 r.), wydawca – Bandcamp (The Cuffs Self-released), streaming, digital download (pobieranie plików – MP3, FLAC), singiel[137]
- „Electric Anaconda”: rok wydania – 2018 (premiera – 21.02.2018 r.), wydawca – Bandcamp (The Cuffs Self-released), streaming, digital download (pobieranie plików – MP3, FLAC), singiel[138]
- „Count Von Madenoff And The Electric Anaconda Society”[17][98][127][139] (premiera – 25.02.2018 r.[98]):
  - rok wydania – 2018, wydawcy – Spook Records, Black Fox Records (identyfikator albumu, odpowiednio – SR 127, BFR 20180501), nośnik danych – płyta kompaktowa[127][140]
  - rok wydania – 2018, wydawca – Bandcamp (The Cuffs Self-released), streaming, digital download (pobieranie plików – MP3, FLAC)[98]
  - rok wydania – 2019, wydawcy – Black Fox Record, Hidden Beauty (identyfikator albumu, odpowiednio – BFR20191224, brak identyfikatora), nośnik danych – jedna płyta gramofonowa, 12", trzy wersje wydania[102][141][142][143].

Kapela ma na swoim koncie także występ w „ProStudiu” Polskiego Radio Olsztyn. Koncert został zarejestrowany, a ścieżka dźwiękowa została udostępniona na stronie internetowej wymienionej stacji radiowej.

### Składanki
Składanki, kompilacje, w ramach których zamieszczono minimum jeden utwór muzyczny zespołu The Cuffs:
- „Punks, Skins & Rudeboys Now! Vol. 13”: rok wydania – 2005 r., wydawca – Jimmy Jazz Records (promo, załączony do fanzinu „Garaż” nr 23), nośnik danych – jedna płyta kompaktowa, utwory – numer 10 pod tytułem „Sun City Rockers”, numer 20 pod tytułem „Środkowy”[146][147]
- „Punks, Skins & Rudeboys Now! Vol. 14”: rok wydania – 2006 r., wydawca – Jimmy Jazz Records (promo, załączony do fanzinu „Garaż” nr 24), nośnik danych – jedna płyta kompaktowa, utwory – numer 7 pod tytułem „Pretty Dead Girl”, numer 24 pod tytułem „Lord Of Dark Rhythm”[148][149]
- „Prowadź mnie ulico vol. 3”: rok wydania – 2006 r., wydawca – Jimmy Jazz Records (identyfikator albumu – JAZZ 092), album wydany w ramach serii wydawniczej – „Prowadź mnie ulico”, nośnik danych – jedna płyta kompaktowa, utwory – numer 5 pod tytułem „Punx Undead”, numer 14 pod tytułem „Lord Of Dark Rhythm”[150][151][152]
- „Dead Chords Część 1”: rok wydania – 2008 r., wydawca – Burning Chords Record (identyfikator albumu – brak), nośnik danych – jedna płyta kompaktowa, utwór – numer 1 pod tytułem „I.Y.C.R.”[153]
- „Dead Chords Część 2”: rok wydania – 2008 r., wydawca – Burning Chords Record (identyfikator albumu – brak), nośnik danych – jedna płyta kompaktowa, utwór – numer 5 pod tytułem „White Trash Sweet”[154]
- „Pasażer #26 Sampler”: rok wydania – 2010 r., wydawca – Pasażer (załączony do fanzinu „Pasażer” nr 26), nośnik danych – jedna płyta kompaktowa, utwór – numer 17 pod tytułem „Hajs”[155]
- „Poland 4 Ramones. Tribute to Ramones”: rok wydania – 2010 r., wydawca – Zima (identyfikator albumu – brak), nośnik danych – jedna płyta kompaktowa, utwór – numer 6 pod tytułem „I just want to have something to do”, tribute album dla zespołu Ramones[156][157][158]
- „The dark side of the blues - A tribute to Danzig”, rok wydania – 2010 r., wydawca – Black Fox Records (identyfikator albumu – 001), nośnik danych – jedna płyta kompaktowa, utwór – numer 2 pod tytułem „Mother”, tribute album dla zespołu Danzig[132][159][160]
- „Ramones Maniacs Poland”, rok wydania – 2017 r., wydawca – Not On Label, nośnik danych – jedna płyta kompaktowa, utwór – numer 22 pod tytułem „Ignorance Is Bliss”[161].

### Teledysk
Kapela zrealizowała teledysk do utworu „Electric Anaconda”. Realizacja filmu została wykonana w studiu „video4bands.pl”. Był to pierwszy wideoklip wykonany przez tą firmę. Dzięki znajomości twórcy tego studia z Maciejem Wacławem (Schizmaciek), otrzymał on swoje pierwsze zlecenie na realizację tego materiału, promującego ówcześnie wydany album „Count Von Madenoff And The Electric Anaconda Society”. Teledysk ten jest wideoklipem typu „lyric video”. Znajomość pomiędzy wymienionymi artystami oparta była na ich współpracy przy takich projektach muzycznych jak Kompania Karna czy Estrada Bastards. Jako datę realizacji filmu podaje się 20 lutego 2018 r..